# Iwan Bagrjanow

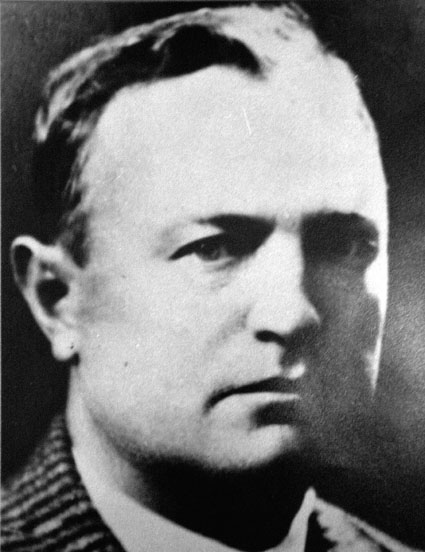
Iwan Iwanow Bagrjanow

Iwan Iwanow Bagrjanow (bulgarisch Иван Иванов Багрянов; engl. Transkription Ivan Ivanov Bagryanov; * 17. Oktober 1891 in der Oblast Rasgrad; † 1. Februar 1945 in Sofia durch Hinrichtung) war ein bulgarischer Politiker und Ministerpräsident.

## Biografie

### Offizier, Studium und Aufstieg zum Minister
Während der Balkankriege von 1912 und 1913 sowie des Ersten Weltkrieges diente er als Soldat in der Artillerie, in der er 1919 bereits zum Major aufstieg. Im Anschluss daran absolvierte er ein Studium der Rechtswissenschaften an der Kliment-von-Ohrid-Universität Sofia. Anschließend war er als Diplomat im Auswärtigen Dienst tätig. Am 14. November 1938 wurde er von Ministerpräsident Georgi Kjoseiwanow zum Minister für Land- und Forstwirtschaft in dessen Kabinett berufen. Dieses Amt behielt er auch in der nachfolgenden Regierung von Ministerpräsident Bogdan Filow bis zum 4. Februar 1941.

### Ministerpräsident von 1944
Am 1. Juni 1944 wurde er vom Regentschaftsrat als Nachfolger von Dobri Boschilow zum Ministerpräsidenten ernannt. Als solcher sollte er in erster Linie Friedensverhandlungen aufnehmen. Im Gegensatz zu seinem Vorgänger vertrat er weitgehend pro-westliche Ansichten und sah seine Hauptaufgabe in dem Austritt Bulgariens aus den Kriegshandlungen des Zweiten Weltkrieges vor dem möglichen Einmarsch der Roten Armee. Aus diesem Grund beabsichtigte er den Beginn von Friedensverhandlungen mit den westlichen Alliierten.
Allerdings führte die Kriegserklärung des Königs Michael I. von Rumänien gegen das Dritte Reich zu einer Veränderung der politischen Lage auf dem Balkan sowie einer Annäherung der Region an die Sowjetunion. Gleichwohl versuchte er einen Separatfrieden zu erreichen, in dem er jede Allianz mit dem Deutschen Reich am 26. August 1944 ablehnte und die Neutralität Bulgariens erklärte. Drei Tage später erklärte er alle antisemitischen Gesetze für ungültig; dies wurde am 5. September 1944 von der Nachfolgeregierung ratifiziert. Des Weiteren ordnete er den Rückzug der bulgarischen Armee aus Makedonien an.
Dennoch führte sein Neutralitätsbestreben, mehr als die Kriegserklärung gegen die Achsenmächte, zu einer Lähmung der Verhandlungen mit den Alliierten, so dass er am 2. September 1944 als Ministerpräsident entlassen wurde (siehe auch Sowjetische Okkupation). Nachfolger als Ministerpräsident wurde Konstantin Murawiew; dessen Regierung wurde am 8. September von einem Bündnis (Offiziere, Kommunisten, Politiker aus sozial- und radikaldemokratischen Kreisen, Mitglieder des linken Flügels des Bauernbundes) gestürzt. Noch am selben Tag erklärten die Putschisten Deutschland den Krieg.
Zwischen dem 9. und 12. September 1944 wurden mehrere hundert führende Persönlichkeiten von den Kommunisten verhaftet (darunter Bagrjanow) oder ermordet. Am 1. Februar 1945 verurteilten kommunistische Volksgerichte große Teile der politischen, militärischen und intellektuellen Elite des Landes zum Tode. Dies betraf insgesamt 2730 Personen, weitere 1305 erhielten lebenslange Haftstrafen. Die Todesurteile – auch das gegen Bagrjanow – wurden in der Nacht zum 2. Februar vollstreckt.

## Familie
Iwan Bagrjanow heiratete 1924 Dora Jawaschewa (1899–1969) aus Rasgrad, Tochter des Akademikers Anani Jawaschow. Dora war die Schwester des Industriellen Wladimir Jawaschew, dessen Söhne der Künstler Christo und der Schauspieler Anani Jawaschew waren. Die Ehe mit Dora blieb kinderlos und wurde schließlich 1927 aufgelöst. 1931 heiratete Bagrjanow Emilia Panowa († Anfang 1958) aus Schumen, mit der er einen Sohn Michail (1934–2013) hatte.